# Gwendolyn Brooks
Gwendolyn Elizabeth Brooks, född 7 juni 1917 i Topeka i Kansas, död 3 december 2000 i  Chicago, var en amerikansk poet, författare och lärare. Hon tilldelades Pulitzerpriset för poesi 1950 och blev därmed den första afroamerikanen att ta emot priset.
Brooks var från 1968 även poet laureate i Illinois.

## Biografi
Gwendolyn Brooks föddes i Topeka i Kansas som det första barnet av tre till Keziah och David Brooks. Familjen flyttade kort därefter till Chicago. Modern var lärare och fadern arbetade som vaktmästare. Brooks började tidigt att skriva poesi och i slutet av tonåren publicerades hennes dikter regelbundet i The Chicago Defender – en tidning med stadens afroamerikanska befolkning som huvudsaklig målgrupp.
Brooks debuterade 1945 med A Street In Bronzeville. Det följdes av Annie Allen som utkom 1949 och ledde till att hon tilldelades Pulitzerpriset för poesi 1950. Brooks enda roman – Maud Martha – utkom 1953 och 1960 utkom The Bean Eaters som anses innehålla en del av hennes främsta prosa.
Efter att ha deltagit vid en konferens för svarta författare på Fisk University 1967 blev Brooks mer involverad i Black Arts-rörelsen. Detta ledde bland annat till att hon lämnade det stora förlaget Harper and Row till förmån för det betydligt mindre Broadside Press som inriktade sig på svarta poeter. Fri vers blev också mer vanligt förekommande i hennes poesi.
Efter Carl Sandburgs död 1967 utnämndes Brooks 1968 till poet laureate i Illinois. Under karriären undervisade hon också i kreativt skrivande vid bland annat Columbia University, och från 1990 var hon professor i engelska vid Chicago State University.
Brooks avled den 3 december 2000 i Chicago.

## Eftermäle
Nedslagskratern Brooks på planeten Merkurius är uppkallad efter henne.

### Poesi
- 1945 – A Street in Bronzeville
- 1949 – Annie Allen
- 1956 – Bronzeville Boys and Girls (poesi för barn)
- 1960 – The Bean Eaters
- 1963 – Selected Poems
- 1965 – In the Time of Detachment, In the Time of Cold
- 1968 – In the Mecca
- 1968 – For Illinois 1968: A Sesquicentennial Poem
- 1969 – Riot
- 1970 – Family Pictures
- 1971 – Aloneness
- 1972 – Aurora
- 1974 – The Tiger Who Wore White Gloves (poesi för barn)
- 1975 – Beckonings
- 1980 – Primer for Blacks
- 1981 – To Disembark
- 1982 – Black Love
- 1983 – Mayor Harold Washington
- 1983 – Chicago, the I Will City
- 1987 – The Near-Johannesburg Boy, and Other Poems
- 1987 – Blacks
- 1988 – Gottschalk and the Grande Tarantelle
- 1988 – Winnie
- 1991 – Children Coming Home
- 2003 – In Montgomery, and Other Poems (postumt)

### Övrigt
- 1953 – Maud Martha (roman)
  - 2023 –  Maud Martha. Översättning: Marianne Tufvesson. Wahlström & Widstrand. 2023. Libris wcq9txc5trkrz58r. ISBN 9789146239901
- 1972 – Report from Part One: An Autobiography (självbiografi)
- 1981 – Young Poet's Primer (handbok i skrivkonst)
- 1983 – Very Young Poets (handbok i skrivkonst)
- 1996 – Report from Part Two (självbiografi)